# Baruch Kimmerling
Baruch Kimmerling (16. října 1939 Turda – 20. května 2007 Izrael) byl izraelský učenec a profesor sociologie na Hebrejské univerzitě v Jeruzalémě . Po jeho smrti v roce 2007, jej The Times popisoval jako “prvního akademika používajícího vědecký přístup k opakovanému zkoumání základních pilířů sionismu a izraelského státu”. Ačkoli byl vystudovaný sociolog, byl Kimmerling spojen s Novými historiky, skupinou izraelských učenců, kteří zpochybňují oficiální narativ o vzniku Izraele.

## Životopis
Baruch Kimmerling se narodil v transylvánském městě Turda v Rumunsku v roce 1939. Narodil se s dětskou mozkovou obrnou, což je vývojové postižení, které ho na poslední tři desetiletí jeho života upoutalo na invalidní vozík. Jeho rodina se těsně vyhnula holocaustu únikem z Turdy v romském voze v roce 1944, poté, co se začaly šířit zvěsti o hrozící deportaci Židů. Během cesty byl vůz ostřelován německým letadlem. Když se rodina Kimmerlingů vrátila po válce do Turdy, zjistili, že jejich majetek zmizel. Rodina emigrovala do Izraele v roce 1952 a usadila se v ma'abara (tábor přistěhovalců), Sha'ar ha-Aliya, než se přestěhovala do malého bytu na okraji Netanje .
Přes jeho závažné postižení, která způsobilo, že Kimmerling měl motorické potíže a řečové problémy, ho rodiče vychovali jako normální dítě a povzbuzovali ho, aby se měl vysoké cíle. Osvobozen od branné povinnosti v Izraelských obranných silách, Kimmerling se v roce 1963 přihlásil na Hebrejskou univerzitu v Jeruzalémě a doktorát získal v roce 1973 ze sociologie. Kimmerling byl známý svou prací analyzující židovské osídlení v Palestině před rokem 1948 z hlediska kolonialismu. Hodně přednášel a napsal devět knih a stovky esejů. Také psal četné novinové články, v denících jako Haaretz a The Nation. Zastával akademickou funkci na univerzitě v Torontu.
V srpnu 1975 se oženil s Dianou Aidan, libyjskou imigrantkou z Itálie, která se přestěhovala do Izraele z Neapole v roce 1967, a byla doktorandkou u profesora Yeshayahua Leibowitze. Vzdala Své profesionální kariéry se vzdala, aby se stala v ženou v domácnosti. Pár měl tři děti: Shiru (nar. 1976), Eliho (nar. 1978) a Naama (nar. 1981).
Kimmerling byl otevřeným kritikem izraelských politik a hovořil o otázkách souvisejících s arabsko-izraelským konfliktem. Byl označen za jednoho z Nových historiků Izraele, sám však trval na tom, že je vlastenecký sionista oddaný oslavování rozmanitosti kultur v Izraeli a ideálům sekulárního státu. Kimmerling byl ateista a litoval neschopnosti Židů a Arabů „oddělit náboženství od národnosti“. Na rozdíl od některých kritiků izraelské politiky veřejně oponoval navrhovanému akademickému bojkotu Izraele Asociací vysokoškolských učitelů ve Spojeném království a tvrdil, že „oslabí poslední veřejnou sféru svobodného myšlení a svobody projevu v Izraeli“.
Kimmerling zemřel ve věku 67 let po dlouhém boji s rakovinou. Byl pohřben na světském hřbitově v Kibbutz Mishmarot a zanechal svou manželku Dianu Aidan a tři děti.

## Publikace
1. Zionism and Territory: The Socioterritorial Dimensions of Zionist Politics. Berkeley: University of California, Institute of International Studies, 1983, 289 pages.
2. Zionism and Economy. Cambridge, Massachusetts: Schenkman Publishing Company, 1983, 169 pages.
3. The Interrupted System: Israeli Civilians in War and Routine Times. New Brunswick and London: Transaction Books, 1985. [229 pages]
4. (As editor) The Israeli State and Society: Boundaries and Frontiers. Albany: State University of New York Press, 1989, 330 pages
5. Baruch Kimmerling and Joel S. Migdal, Palestinians: The Making of a People. New York: Free Press, 1993, 396 pages. Paperback enlarged edition: Harvard University Press. Italian version: La Nuova Italia Editrice, 1994. Enlarged Edition, 2002 [page 512]. Enlarged and revised Hebrew version: Keter, 1998, 300 pages. Arabic: Ramallah, 2001.
6. The End of Ashkenazi Hegemony. Jerusalem: Keter, 2001, 124 pages (Hebrew).
7. The Invention and Decline of Israeliness: State, Culture and Military in Israel. Los Angeles and Berkeley: University of California Press, 2001, 268 pages.
8. Politicide: Sharon’s War Against the Palestinians. London: Verso, 2003.
9. Baruch Kimmerling and Joel S. Migdal, The Palestinian People: A History. Cambridge, Massachusetts: Harvard University Press, 2003, 604 pages.
10. Immigrants, Settlers, Natives: Israel Between Plurality of Cultures and Cultural Wars. Tel Aviv: Am Oved, 2004 (Hebrew, 630 pages).
11. Sociology of Politics: A Reader. Binyamina: The Open University, 2005 (Hebrew)
12. Shuli bamerkaz: Sippur hayyim shel sotziolog tzibburi (Marginal in the Center: The Autobiography of a Public Sociologist), Hakibbutz Hameuhad, 2007, 252 pages, (Hebrew)
13. Clash of Identities: Explorations in Israeli and Palestinian Societies, New York: Columbia University Press, 2008, 431 pages.
14. Marginal at the Center: The Life Story of a Public Sociologist, Translated from the Hebrew by Diana Kimmerling, Oxford and New York: Berghahn Books, 2012, 258 pages.